# تارندو
تارندو (به سوئدی: Tärendö) یک سکونتگاه مسکونی در سوئد است که در Pajala Municipality واقع شده‌است.

## خصوصیات
تارندو ۰٫۳۹ کیلومترمربع مساحت و ۲۰۸ نفر جمعیت دارد.